# Demetrio di Scepsi
Demetrio di Scepsi (in greco antico: Δημήτριος ὁ Σκήψιος?; Scepsi, 210 a.C. circa – II secolo a.C.) è stato un grammatico greco antico.

## Biografia
Contemporaneo di Aristarco e Cratete era di buona famiglia e ritenuto un filologo acuto. Da un riferimento di Strabone si ricava che avesse visitato da ragazzo il villaggio di Ilio «quando i Romani giunsero per la prima volta in Asia ed espulsero Antioco il Grande», il che deve significare tra il 190 e il 188 a.C..
Il fatto che Demetrio sarebbe stato ricco (πλούσιος) e di buona famiglia (εὐγενής) implica come alcune sue dichiarazioni erano legate a questioni politiche dell'epoca e avevano un'influenza diretta sullo status della sua città natale Scepsi, come ad esempio la presunta fondazione da parte del figlio di Enea, oppure la localizzazione del culto della dea Rea nella Troade.
Viene, talvolta, citato semplicemente come "lo Scepsio" e talvolta semplicemente "Demetrio".

## Lo schieramento troiano
Fu l'autore di un'opera perduta , che portava il titolo di Τρωικὸς διάκοσμος (Lo schieramento troiano), in almeno ventisei volumi. Si trattava di un commento storico e geografico di quella parte del secondo libro dell'Iliade in cui vengono enumerate le forze dei Troiani, noto come Catalogo Troiano..
È stato spesso notato dagli studiosi moderni che lo stesso Demetrio cita molte altre opere di poeti, spesso arcaici, come Mimnermo e Callino o Stesimbroto di Taso, Timeo, Eforo, Neante di Cizico ed Euripide e Palefato a chiarimento dei luoghi che sta commentando. la sua acribia è testimoniata dal fatto che in effetti, confrontando il numero piuttosto esiguo di versi omerici che formano il catalogo troiano con l'enorme numero di libri che Demetrio scrisse su quei versi, Strabone potrebbe anche aver suggerito che Demetrio potrebbe essere stato inaspettatamente o eccessivamente lungo nella sua analisi. Comunque l'opera ebbe attestati di stima, come sappiamo sempre da Strabone, il quale riferisce che Apollodoro di Atene scrisse una risposta a Demetrio e utilizzò diversi elementi del suo lavoro per le proprie ricerche, oltre al fatto che molte citazioni di Demetrio si trovano negli scoli, non solo in quelli all'Iliade, ma anche in quelli di Pindaro, Euripide, Apollonio Rodio e Teocrito.